# Zeutsch

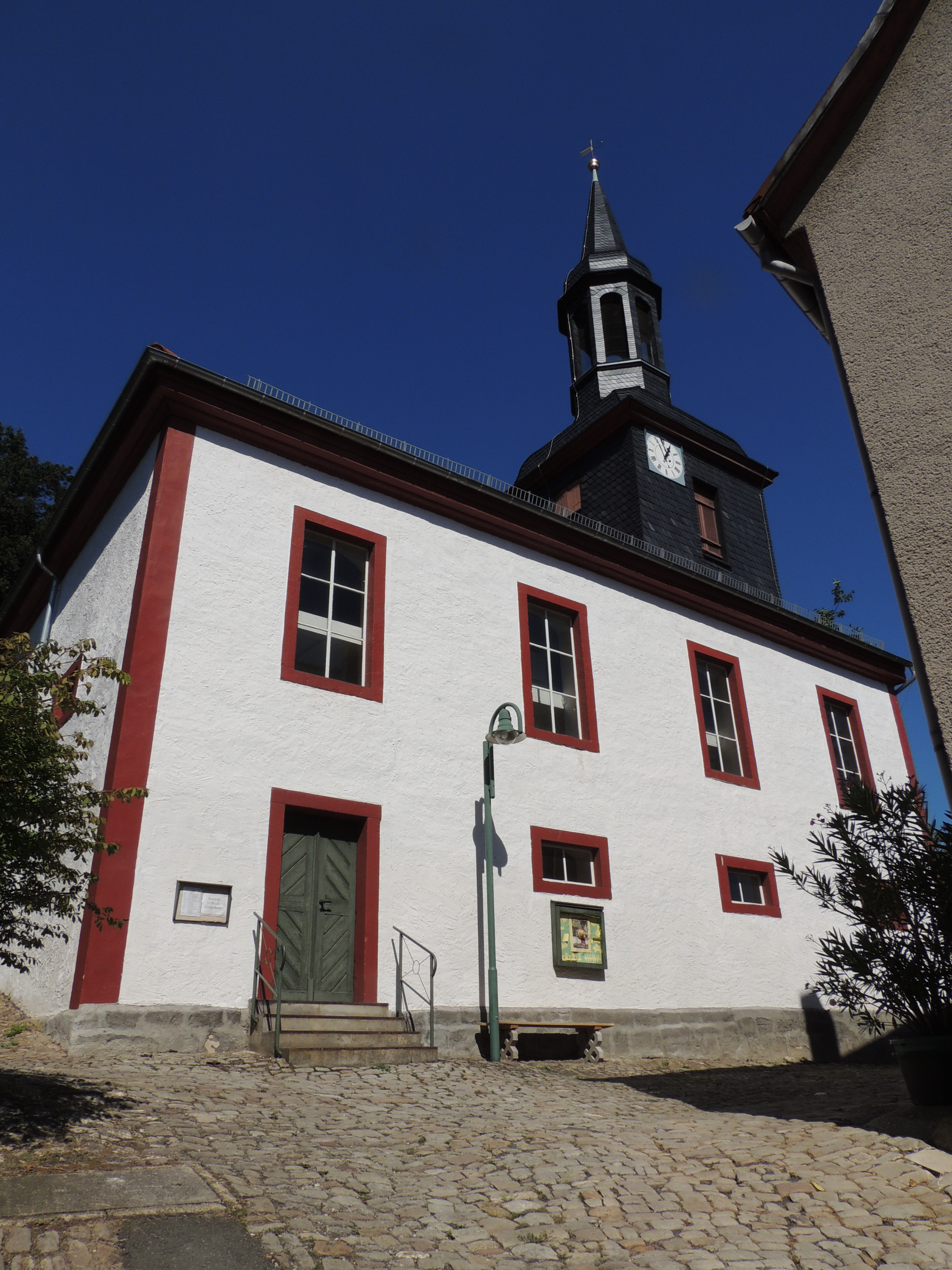
Denkmalgeschützte Kirche in Zeutsch

Zeutsch ist ein Ortsteil der Gemeinde Uhlstädt-Kirchhasel im Landkreis Saalfeld-Rudolstadt in Thüringen.

## Geografie und Geologie
Die Gemarkung von Zeutsch liegt im Saaletal und bildet eine trichterartige Pforte zum Eingang in den Hexengrund Richtung Engerda/Großkochberg. Die Saale und die Bahnlinie von Saalfeld nach Jena mit Halt am Dorf führen durch das Tal und streifen den Ort. Die Bundesstraße 88 ist gleichzeitig Hauptstraße im Dorf, was vorteilhaft ist, aber auch belastend war (seit Juni 2023 ist die Ortsumfahrung freigegeben).
Der Ort liegt links der Saale und beiderseits des hier in die Saale mündenden Wiedabachs. Die alluvialen Aueböden in der Saaleniederung sind grundwassernah und daher sehr fruchtbar. Sowohl an den Hängen als auch auf den Anhöhen geht der Boden links der Saale in Muschelkalkverwitterungsgestein über. Rechts der Saale ist der Boden aus Buntsandsteinverwitterung. Beide Standorte gehen in grundwasserferne Böden über. Die Hänge und Berge sind überwiegend bewaldet.
Nachbarorte sind nördlich die Stadt Orlamünde, nordöstlich Niederkrossen, südwestlich Uhlstädt und westlich Beutelsdorf. Die Wüstung Töpfersdorf lag östlich von Zeutsch.

## Geschichte
Die urkundliche Ersterwähnung von Zeutsch wurde von 1083 bis zum 16. Februar 1084 dokumentiert. Zeutsch war seit dem Mittelalter ein Gut des thüringischen Adelsgeschlecht derer von Kessel. Ihre direkte genealogische Stammreihe beginnt in Zeutsch mit Klaus von Keßler († 1443). Die Namen „Kessels Edelhof“ und „Am Schloß“ weisen auf den früheren besonderen Stand des Dorfes hin, respektive auf einen bewohnten festen Herrensitz, zeitweise mit zwei verschiedenen Gütern ausgestattet. Denn nachweislich gab es auch eine dem Ort gleichnamige Familie von Zeutsch, beginnend mit von Caspar von Zeutsch, die den Ort als Stammsitz ansahen. Um 1614 soll Hans Christoph von Zeutsch den verbliebenen letzten Anteil am Gut Zeutsch verkauft haben. Georg (von) Kessel wiederum erscheint bereits 1495 als zum Orlamünder Stadtadel zugehördend. Nachfahren wie Hans und Heinrich (von) Kessel werden auf Zeutsch genannt. Später erwerben die von Kessel Grundbesitz in Schlesien, eine Familienlinie nennt sich bis heute von Kessel-Zeutsch. Der Landjägermeister Ernst Carl Friedrich von Kessel-Zeutsch verkauft Zeutsch und Winzerla an die bürgerliche Familie Laerz (Lärz). Diese Familie besaß nun den so genannten Lärz`schen Teil und den Gutsteil Zeutsch mit Töpfersdorf, was auch nochmal eigentlich auf zwei Güter in Zeutsch hinweist.
Mit der 1535 via Wappenbrief des Erzbischofs von Magdeburg ausgestatteten und 1560 in den Reichsadelsstand nobilitierten Familie von Kropff (Kropf) erscheint eine dritte Adelsfamilie in der Historie des Ortes. Der Fürstliche Rat Christoph von Kropff (1629–1693) nennt sich Herr auf Zeutsch, Nieder-Krossen und Töpfersdorf. Sein Enkel Johann Christian Karl von Kropff ist Oberst und Gutsbesitzer in Zeutsch. Dann folgt der Sohn der Kammerjunker Heinrich von Korpff (1795–1844). Sein Erbe wurde der Bruder Oberstleutnant August Albert Friedrich Georg von Kropff (1750–1815) sowie dessen Enkel, der Landrat, Dr. jur. Ernst Heinrich Alfred von Kropff mit Wohnsitz in Roda.
Letzte Grundbesitzerin war nach dem Genealogischen Handbuch des Adels dann Editha von Buttlar, geborene von Brandenstein (1885–1933), Tochter des Obersts Moritz von Brandenstein-Schwanditz und der Therese von Kropff-Zeutsch. Die Gutsherrin war seit 1926 mit dem Juristen Georg von Buttlar verheiratet. Erbe auf Zeutsch wurde der Adoptinsohn Rudolf von Buttlar genannt Winter, der nach der Bodenreform 1945 in Bayern lebte und nicht dem Adel angehört.
Von 1991 bis 2002 gehörte der Ort der Verwaltungsgemeinschaft Uhlstädt an. Mit Auflösung dieser am 1. Juli 2002 bildete der Ort mit zehn weiteren Gemeinden die Einheitsgemeinde Uhlstädt-Kirchhasel. 326 Einwohner lebten 2011 im Ort.
1895 wurde der evangelische Religionspädagoge und Hochschullehrer Gerhard Bohne in Zeutsch geboren.

## Kultur und Sehenswürdigkeiten

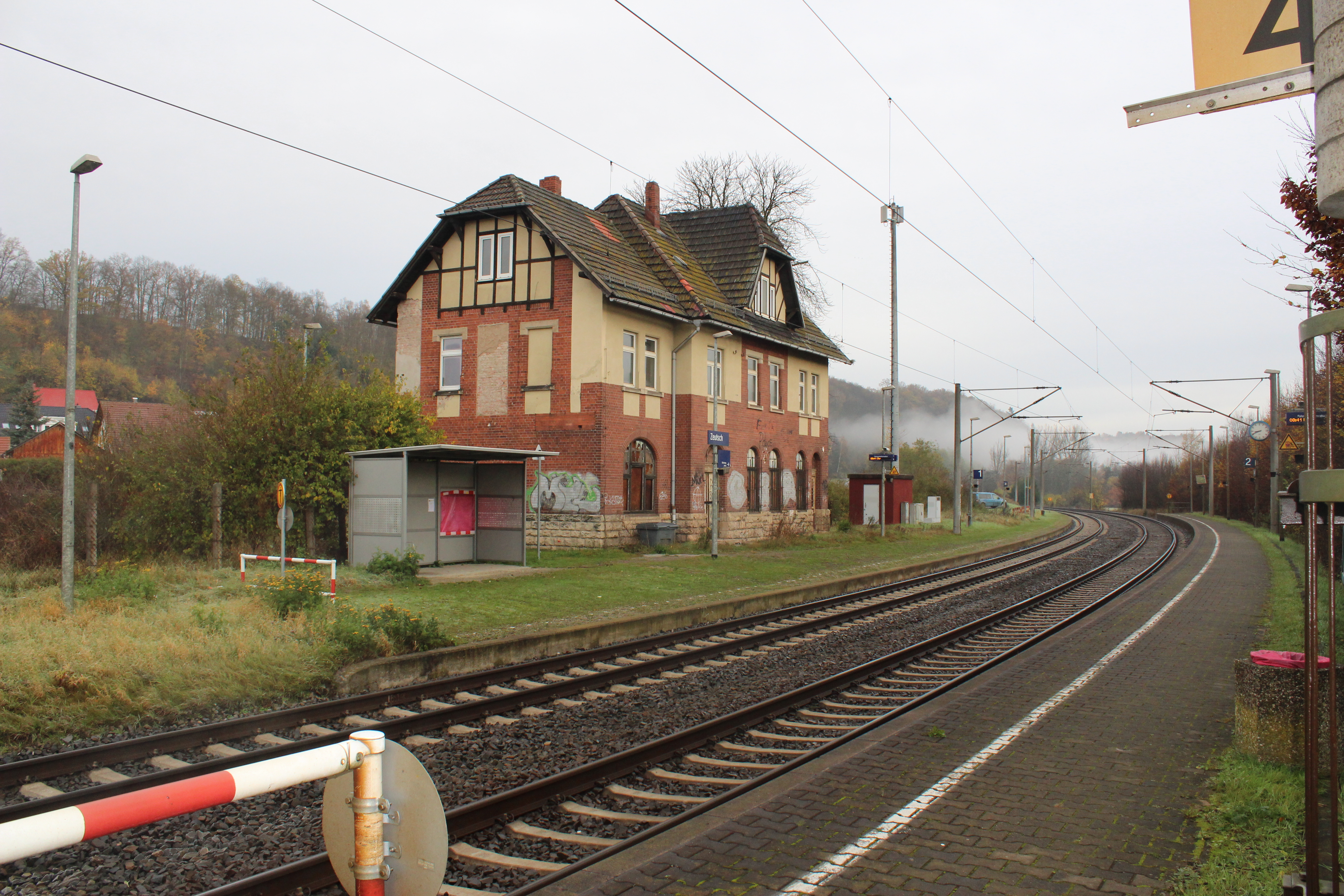
Haltepunkt Zeutsch (2017)

Im Zentrum von Zeutsch erinnert in einer Parkanlage seit 1985 eine Stele an die KZ-Häftlinge, die bei einem Todesmarsch aus einem der Außenlager des KZ Buchenwald durch den Ort getrieben wurden.
1999 wurde in der ehemaligen Zeutscher Schule eine Heimatstube eingerichtet, die nach telefonischer Voranmeldung besichtigt werden kann. Im gleichen Objekt befinden sich die Barockräume des Vereins „Christiane Eleonore von Zeutsch e. V.“ und die 2012 neu entstandene historische Schulstube.
Zweimal jährlich veranstaltet dieser Verein einen sogenannten „Kaffeeklatsch bei Eleonore“ mit Vorträgen zu Kunst, Kultur und Geschichte.
Ein kulturhistorisches Kleinod ist die Orgel der Zeutscher Kirche aus dem 18. Jahrhundert, die von 2015 bis 2019 restauriert wurde.

## Einzeldenkmale

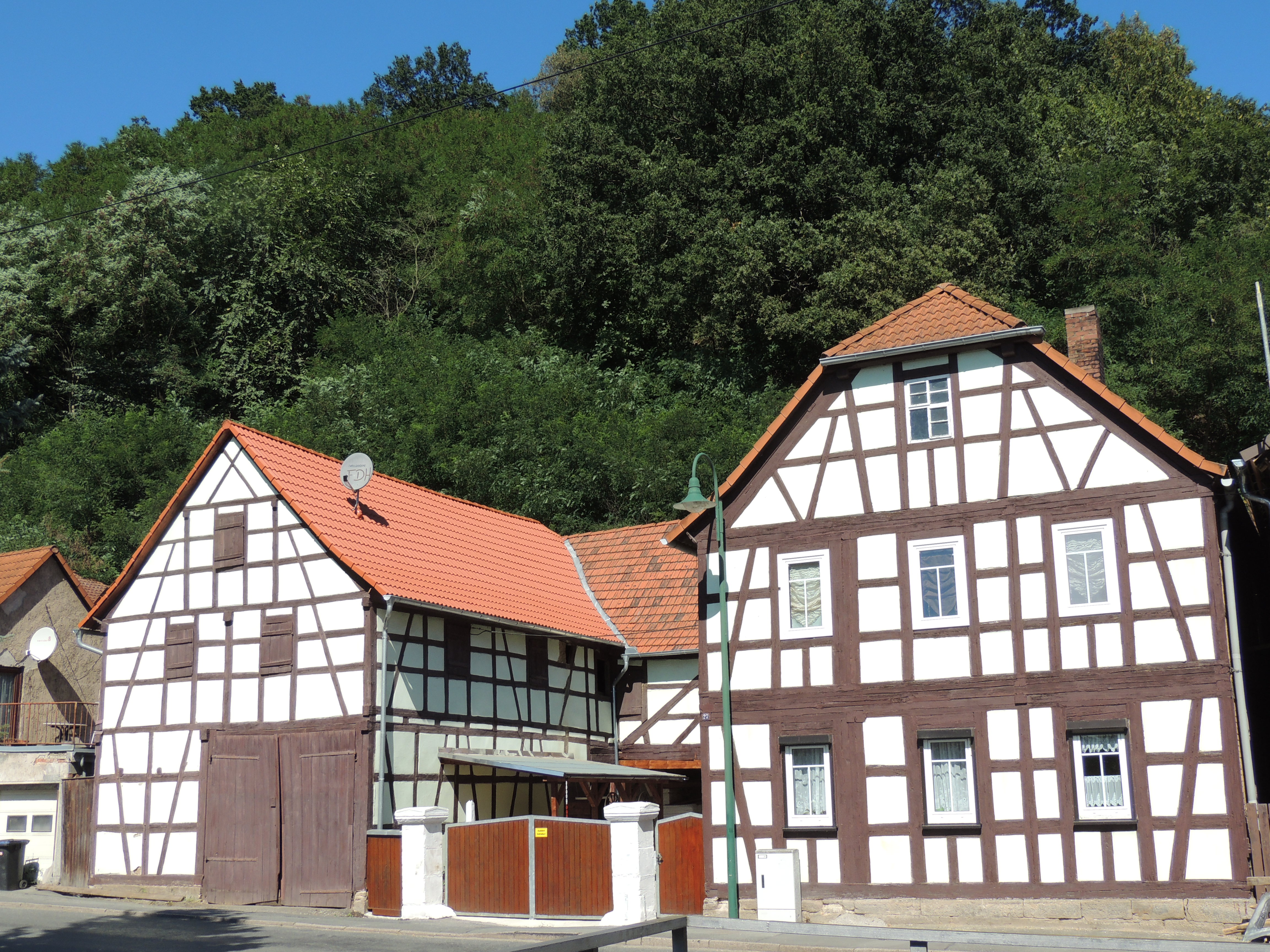
Gehöft Erfurter Straße 27

- Dorfkirche Zeutsch mit Ausstattung
- Kirchenruine Töpfersdorf
- Ehem. Lohmühle
- Gedenkstein „Leidensweg der Buchenwald-Häftlinge“
- Erfurter Straße 27; Gehöft
- Erfurter Straße 28; Wohnstallhaus
- Hauptstraße 9; Gasthaus „Zur grünen Linde“
- Im Mühlgarten 23; Ehem. Mühle
- Im Mühlgarten 23; Scheune
- Kirchgasse 34; Gehöft
- Kirchgasse 47; Scheune[12]

## Wappen
Blasonierung: „In Blau ein goldenes dreispeichiges Viertelrad.“ Das Wappen wurde vom Heraldiker Frank Diemar gestaltet.

## Verkehr
Zeutsch liegt an der Saalebahn und wird im Stundentakt von der RB 25 (Abellio Rail Mitteldeutschland) angefahren. 